# Nossa Senhora da Abadia
 Nossa Senhora da Abadia é um título dado à Virgem Maria, invocada na Igreja Católica. A origem do nome provém da freguesia de Santa Maria do Bouro, no Município de Amares, no norte de Portugal. Esta devoção surgiu a partir de uma imagem proveniente do Mosteiro das Montanhas, na região de Braga, também em Portugal, no ano de 883. No Brasil a imagem é venerada, sobretudo, nos estados de Minas Gerais, Goiás, Mato Grosso do Sul, Tocantins e São Paulo.
Abadia é o nome que vem de Abade, o qual é o superior de uma comunidade de monges, eleito por eles com total autoridade e jurisdição ordinária sobre ela. Por isso, Abadia pode significar a comunidade religiosa ou residência dos monges.
A imagem de Nossa Senhora da Abadia é muito bonita. Representa a Virgem Maria de pé, segurando ao colo o Menino Jesus coroado, e vestida com uma belíssima túnica de cor verde com flores, rosa, azul, e na mão direita um cetro de rainha para orientar os seus filhos e filhas. Na cabeça, possui uma coroa régia.

## A origem da devoção

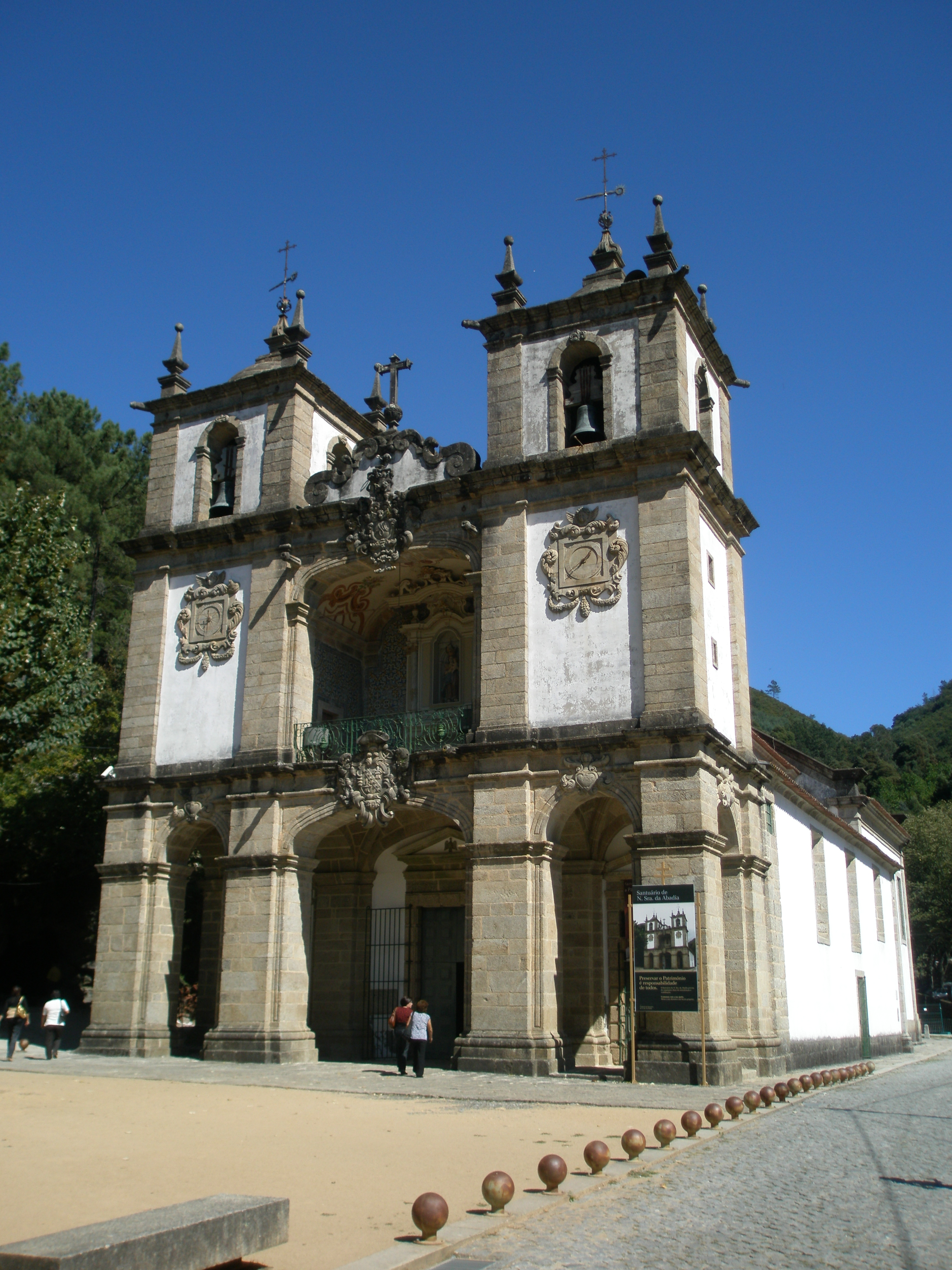
Santuário de Nossa Senhora da Abadia, em Portugal.

A devoção a Nossa Senhora da Abadia é originária de Portugal.
A imagem de Nossa Senhora da Abadia é bastante antiga, procedente do Mosteiro de Bouro, situado no concelho de Amares, em Portugal. Por isso é também chamada Santa Maria de Bouro. O Mosteiro de Bouro já existia naquela região por volta do ano 883. Naquele tempo, Portugal e Espanha tinham sido invadidos pelos mouros, que professavam a religião muçulmana. Com receio dos mouros, os monges abandonaram o Mosteiro e, para evitar a profanação da imagem da Virgem Santíssima, esconderam-na.
Após muitos séculos, no tempo do Conde D. Henrique, o fidalgo Pelágio Amado abandonou sua vida mundana e tornou-se eremita. Ele foi viver com um velho ermitão na ermida de São Miguel, perto de Braga.
Certa noite, num vale próximo da ermida, os ermitãos viram que brilhava uma luz bastante forte. Na noite seguinte, constataram que o fato se repetiu. Quando amanheceu, foram até o local, onde encontram uma imagem mariana entre as pedras. Cheios de júbilo, eles se prostaram diante da imagem e, agradecidos, passaram a venerar nela a Virgem Maria.
Muitos devotos, os eremitas mudaram-se para aquele local e construíram ali uma simples ermida, onde colocaram a imagem. Tendo sabido do fato, o arcebispo de Braga foi visitar a imagem naquela ermida. Sensibilizado com a pobreza dos ermitãos, o bispo ordenou que edificasse uma igreja para abrigar a imagem. A igreja foi construída de pedra lavrada.
Paulatinamente, outros religiosos foram morar com os dois ermitãos, constituindo uma abadia. Com o aumento de prodígios realizados sob a intercessão da Virgem Maria, a devoção se espalhou e ficou conhecida em todo o país. O rei D. Afonso Henriques fez sua peregrinação à igreja, onde deixou boa doação para o sustento do culto e dos monges.

## Devoção mariana no Brasil

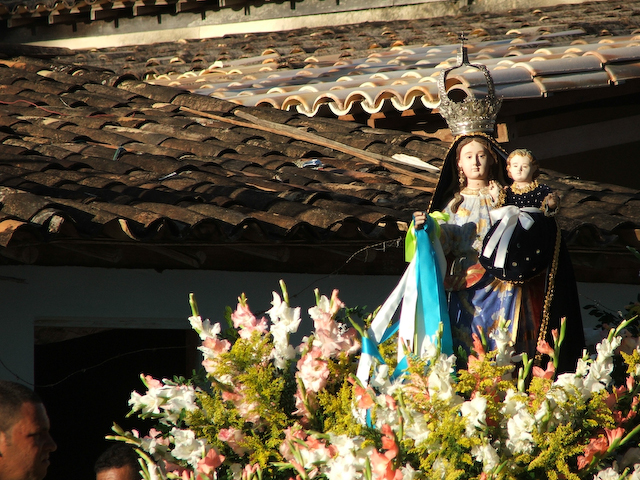
Procissão dedicada a Nossa Senhora da Abadia, no Brasil.

O culto e a festa em honra a Nossa Senhora da Abadia foi levado para o Brasil pelos portugueses, implantando-se, sobretudo, na Bahia, em Goiás, em Minas Gerais, em Mato Grosso do Sul, no Rio de Janeiro, em São Paulo e em outros estados. 
No estado da Bahia, município de Jandaíra, se encontra a primeira Igreja no Brasil, com a referida devoção. No século XVII, foi construída no povoado uma capela sob a invocação de Nossa Senhora de Abadia, o que acabou dando o nome ao lugar,  tendo sido elevada à categoria de freguesia pelo alvará régio, de 11 de abril de 1718, e de vila, com o nome de Abadia, em 28 de abril de 1728.
Atualmente, o grande centro de romarias em Goiás se localiza na cidade de Niquelândia, no povoado de Muquém. No Triângulo Mineiro situa-se o Santuário Basílica Nossa Senhora da Abadia de Água Suja, em Romaria, a antiga Água Suja, e em Uberaba que se concentra essa devoção, no outro Santuário Basílica Nossa Senhora d'Abadia. A festa de dia 15 de agosto atrai um grande número de devotos que vem venerar a Virgem de Terras do Bouro. Durante a festa de romaria, a procissão é interessante, pois os peregrinos cumprem suas promessas de diversas maneiras. Um romeiro carrega, vergado, uma pesada pedra. Outro transporta um aleijado nos ombros. Sem camisa, vários levam velas ou vasilhas com água na cabeça. Outros ainda açoitam-se ou fingem açoitar-se e assim por diante. Com os seus gestos simples, os devotos agradecem os benefícios conseguidos pela intercessão da Mãe de Deus.
Em Sacramento, a Matriz de Nossa Senhora da Abadia, que tornou-se paróquia em 2010, destaca-se por sua novena e festa em honra a Mãe de Jesus, que acontece desde 1877.
Também na cidade de Patos de Minas, na microrregião do Alto Paranaíba, em 15 de novembro do ano de 1991, foi instaurada a Paróquia Nossa Senhora da Abadia, da Diocese de Patos de Minas, localizada no bairro Vila Garcia, onde também acontece a festa em louvor à padroeira no dia 15 de agosto de todos os anos, local onde também ocorre grande concentração de devotos.
No município de Romaria, ocorre a sua maior festa. Nossa Senhora da Abadia é a padroeira da Arquidiocese de Uberaba e da Cidade oficializada pela lei 10.196 de 15 de agosto de 2008, em Minas Gerais, é titular da catedral dessa cidade. Assim, a devoção é bastante forte e enraizada. Há o chamado de belo e piedoso Santuário de Nossa Senhora da Abadia, que foi inaugurado em 1881. Sua imagem foi trazida do Rio de Janeiro. A festa de 15 de agosto atrai os uberabenses e devotos da região, que participam aproximadamente umas 100 mil pessoas das cerimônias religiosas com muita piedade.
Em Itauçu (Goiás) também é comemorada a festa em louvor à Nossa Senhora d'Abadia. Mesmo os uberabenses que moram fora da cidade, participam.
De Goiás a devoção propagou-se para o Triângulo Mineiro e São Paulo.
Em um distrito da cidade de Niquelândia (capital do níquel), chamado Muquém, Goiás, há a festa de 15 de agosto, desde 1750, onde milhares de devotos comparecem para expressar sua veneração a Virgem Maria. É a conclusão de uma grande Romaria entre os dias 6 e 15 de Agosto, reunindo um enorme número de devotos e fiéis. É a romaria, em louvor à Virgem da Abadia, mais antiga do Brasil.
Em São Paulo há uma maternidade sob a proteção da Virgem Maria. A sua festa é comemorada também em 15 de Agosto.
É ainda a padroeira da Arquidiocese de Campo Grande, no Estado de Mato Grosso do Sul e da cidade de Sidrolândia, no mesmo estado.
Em Martinho Campos e em Iguatama, ambas em Minas Gerais, esta na Mesorregião do Oeste de Minas e aquela na Mesorregião Central Mineira, fica mais uma Matriz dedicada a Nossa Senhora da Abadia. A padroeira da cidade de Martinho Campos, cuja fundação se deve a dois portugueses da região de Braga, foram os primeiros a levarem uma imagem da padroeira para a cidade no momento de sua fundação em meados dos anos de 1880. Durante a semana que antecede o dia 15 de agosto é celebrada a novena dedicada à Santa que termina com os festejos em uma solenidade em 15 de agosto de todos os anos.
No município de Nova Aurora em Goiás, a Festa de Nossa Senhora d´Abadia, realizada anualmente, no dia 15 de agosto, está incluída no Calendário Cívico, Cultural e Turístico do Estado de Goiás.